# سدوت یام
سدوت یام (به لاتین: Sdot Yam) یک کیبوتص در اسرائیل است که در شورای منطقه‌ای هوف هاکارمل واقع شده‌است.